# Летњи камп
Летњи камп је супервизиран програм за децу и тинејџере који трају током летњих месеци у неким државама. Деца и адолесценти који похађају летњи камп познати су као кампери. Летња школа је обично обавезан академски програм за студента који чини рад који није завршен током академске године, док летњи кампови могу укључивати академски рад, али није захтев за дипломирање.